# Critica
La critica (dal greco κρίvω, "distinguo") è un'attività di analisi e valutazione di una data situazione nel dato contesto.
Tale attività è esercitata da una categoria professionale (i critici) e riveste carattere pubblico: è svolta affinché sia conoscibile dal pubblico generalizzato. I canali naturali della diffusione della critica sono i mezzi di comunicazione di massa; essi fanno della critica un vero e proprio genere giornalistico.

## Caratteristiche e tipologia
Spesso per critica si sottintende che in essa si debbano riportare, prevalentemente, pareri antitetici e negativi: ciò non è affatto vero, ma va notato che ha spesso maggior rilevanza la confutazione o stroncatura di un'opera rispetto a una descrizione elogiativa della stessa.
L'analisi approfondita di opere artistiche o di singoli autori o periodi storici è materia indispensabile al fine di meglio comprendere la natura dei fenomeni connessi e collocarli correttamente in relazione a quelli svoltisi in parallelo, in precedenza o successivi.
Lo sviluppo storico delle forme culturali evidenzia una stretta connessione tra la critica sia con la creazione artistica sia con i modelli e il pensiero filosofico, estetico ed etico. Quindi esiste una "saldatura" fertile fra le idee sviluppatesi in un contesto sociale nei riguardi attività artistiche e la produzione di tipo intellettuale che viene denominata "critica", che consente un passaggio d'influenza reciproche.
Per quanto riguarda la cultura occidentale, la nascita della critica può coincidere con le prime tracce di valutazioni estetiche e critiche presenti nelle opere di Aristotele, di Platone e nelle commedie di Aristofane. Da allora si sono formati alcuni elementi o tipi costanti del discorso critico che possono essere sintetizzati nei tre sotto indicati, che in qualche modo risultano esaustivi per i tre aspetti dell'azione critica, la comprensione, l'immedesimazione e il giudizio di valore:
- esplicativo (o storico-filologico), ossia la critica d'interpretazione e commento che ha origine ai tempi dei grammatici alessandrini e che passando attraverso la Patristica medioevale, ai tempi della rinascente filologia quattrocentesca diviene critica normativa. In epoche più recenti il tipo esplicativo della critica assume criteri sempre più scientifici fino ad accostarsi alle moderne forme di critica linguistica e stilistica e a confluire nella critica testuale;
- riproduttivo o mimetico, cioè il tipo di critica che non prevede il giudizio di un'opera, che viene sostituito dalla descrizione della sua origine e del suo sviluppo. Questo atteggiamento è tipico della critica impressionistica o diaristica;
- valutativo o normativo, che è un tipo di critica che si avvicina alla valutazione di una estetica applicata in quanto prevede l'analisi di ciò che sia indispensabile o preferibile per definire l'eccellenza di un'opera. I principi di riferimento possono essere universali o locali, soggettivi e relativi e la loro divergenza e contraddittorietà crea un attrito fra la critica sistematica, più vicina al mondo filosofico o storico, e quella empirica, che essendo più sensibile alle singole opere risulta più vicino all'ambiente artistico e poetico.

Il tipo di critica valutativo, tendenzialmente si rafforza nei casi di assolutismo religioso o politico o comunque nel caso di slanci pedagogici o finalistici.
Nel corso del Novecento sono nate varie correnti di critica parzialmente derivanti dallo storicismo idealistico e dal sociologismo positivistico ottocentesco, basti pensare alla critica artistica e letteraria marxista.
Nella seconda metà del Novecento la critica si esercita in vari contesti e viene divulgata attraverso vari mezzi d'informazione, dall'insegnamento universitario alle riviste del settore, dai saggi stampati alle trasmissioni radio-televisive. Questo grande dispiego di mezzi a disposizione della critica non esclude che essa stessa possa effettuare una sorta di controllo e d'influenza sugli autori e gli consenta di regolamentare le varie attività artistiche, come difatti è avvenuto nel periodo di rigore ideologico.
Il filosofo Roberto Mordacci identifica nella storia della filosofia quattro tipi di critica: trascendentale (Kant e Habermas), dialettica (Hegel, Marx, Horkheimer, Honneth), genealogica (Nietzsche e Foucault) e messianica (Benjamin e Marcuse). Le teorie critiche hanno l'obiettivo comune di demistificare le ideologie che stanno alla base delle pratiche politiche e sociali dominanti.